# Bureau d'études en sécurité incendie
 (août 2023).
- Si vous ne connaissez pas le sujet, laissez ce bandeau (vous pouvez alors contacter les auteurs).
- Si vous supprimez le contenu mis en cause (vous pouvez préalablement contacter les auteurs),

argumentez précisément cette suppression dans la page de discussion
(un manque de référence n'est pas un argument ; une recherche réelle de référence doit avoir été effectuée, être formellement documentée).
Un bureau d'études spécialisé en sécurité incendie est composé d'ingénieurs et techniciens, qui étudient et mettent en œuvre des solutions de sécurité incendie pour la sécurité des entreprises en milieu industriel et/ou pour le bâtiment.
De l’avant-projet jusqu’à la réception des installations de sécurité incendie, le bureau d’études accompagne ses clients étape par étape.
Les études en sécurité et prévention incendie contre les risques d'incendie ont pour objet l'assistance technique aux donneurs d'ordres, maîtres d'œuvre, concepteurs, bureaux d'études techniques, etc. dans cette spécialité, portant sur tout types de bâtiments soumis aux règles de prévention contre les risques d'incendie et  de panique (ICPE, ERP, IGH et établissements soumis aux dispositions du Code du travail).

## Les bureaux d'études indépendants
La concurrence directe est très restreinte. En France, elle est composée d’une quinzaine de bureaux d’études spécialisés en prévention incendie, sécurité incendie, extinction automatique incendie, système de sécurité incendie, extincteur automatique à eau, ingénierie de la protection ou des risques incendie. 
L’activité de bureau d’études spécialisé en sécurité incendie n’est pas très connue des professionnels (ce qui peut poser des problèmes de visibilité et de notoriété). Elle est souvent combinée à d’autres activités au sein de plus gros bureaux d’études. 

## Les bureaux d'études généralistes (avec une spécialité sécurité incendie)
La concurrence indirecte des bureaux d’études spécialisés en sécurité incendie est un peu plus soutenue et composée d’entreprises de taille plus importante, ayant une plus grande notoriété et plus de références.  
Cette concurrence indirecte comprend : les bureaux d’ingénierie générale, les bureaux d’études techniques fluide et CVC (chauffage, ventilation, climatisation). Certaines grandes entreprises possèdent aussi leur propre bureau d’études interne. Enfin, les installateurs travaillent sur des projets où ils s'occupent de toute la conception.

## Bureaux d'études en sécurité incendie
| Noms            | Nombre d’employés | CA              | Prévention (désenfumage, compartimentage) | Détection incendie | Sprinkler | Risques spéciaux (mousse HF, rideau d'eau...) |
| CNPP            | 281               | 31 092 000 €    | X                                         | X                  | X         | X                                             |
| Efectis         | 130               | 18 678 300,00 € | X                                         | X                  | X         | X                                             |
| Cyrus Industrie | 19                | 1 733 000 €     |                                           |                    |           | X                                             |
| CSD Faces       | 15                | 1 940 000 €     | X                                         | X                  |           |                                               |
| Defifeu         | 3 à 5             | Non publié      | X                                         | X                  |           |                                               |
| PCSI            | 4                 | Non publié      | X                                         | X                  |           |                                               |
| SSI Consulting  | 9                 | 1 262 000 €     | X                                         | X                  |           |                                               |
| Vulcaneo        | 8                 | Non publié      | X                                         | X                  |           |                                               |
| SPK Engineering | 8                 | Non publié      | X                                         | X                  | X         | X                                             |
| Altéos          | 3 à 5             | Non publié      |                                           |                    | X         |                                               |
| Absix           | 3 à 5             | Non publié      |                                           |                    | X         |                                               |
| CJC Consulting  | 3                 | Non publié      | X                                         | X                  | X         | X                                             |